# Hixkaryána
Hixkaryána (Hixkaryana, Hixkariana, Hiskaryana), pleme američkih Indijanaca porodice Cariban s rijeke Nhamunda u sjevernom Brazilu. Nekada su živjeli na području država Pará, Amapá i Amazonas. Danas ih je preostalo oko 600 s 89 Xereuyana (1986 SIL) na rezervatu Terra Indígena Nhamundá-Mapuera.